# Bad guy (Billie Eilish)
Bad guy is een nummer van de Amerikaanse zangeres Billie Eilish uit 2019. Het is de vijfde single van haar debuutalbum When We All Fall Asleep, Where Do We Go?. Volgens het album is dit het tweede nummer en komt het nummer na het veertien seconden durende !!!!!!!, het eerste nummer van het album. Desalniettemin worden in de officiële YouTubevideo de twee liedjes samengevoegd: Hierbij wordt !!!!!!! eerst afgespeeld, direct daarna bad guy.
In het nummer speelt Eillish met haar geliefde door haar eigen karakter heel stoer te schetsen en juist te grappen over dat van hem. Het nummer werd wereldwijd een hit. In de Amerikaanse Billboard Hot 100 bereikte het de eerste positie. In de Nederlandse Top 40 wist het de negende positie te behalen, en in de Vlaamse Ultratop 50 de derde.

## Awards en nominaties
| Jaar | Organisatie              | Award                             | Resultaat   |
| ---- | ------------------------ | --------------------------------- | ----------- |
| 2019 | American Music Awards    | Video of the year                 | Genomineerd |
| 2019 | MTV Millennial Awards    | Global Hit                        | Gewonnen    |
| 2019 | MTV Video Music Awards   | Video of the year                 | Genomineerd |
| 2019 | MTV Video Music Awards   | Best Pop Video                    | Genomineerd |
| 2019 | MTV Video Music Awards   | Best Direction                    | Genomineerd |
| 2019 | MTV Video Music Awards   | Best Editing                      | Gewonnen    |
| 2019 | MTV Video Music Awards   | Song of the summer                | Genomineerd |
| 2019 | Rockbjörnen              | Foreign Song of the Year          | Genomineerd |
| 2019 | MTV Europe Music Awards  | Best Song                         | Gewonnen    |
| 2019 | MTV Europe Music Awards  | Best Video                        | Genomineerd |
| 2019 | NRJ Music Awards         | Video of the Year                 | Genomineerd |
| 2019 | Grammy Awards            | Record of the Year                | Gewonnen    |
| 2019 | Grammy Awards            | Song of the Year                  | Gewonnen    |
| 2019 | Grammy Awards            | Best Pop Solo Performance         | Genomineerd |
| 2019 | iHeartRadio Music Awards | Song of the Year                  | Genomineerd |
| 2019 | iHeartRadio Music Awards | Alternative Rock Song of the Year | Gewonnen    |
| 2019 | iHeartRadio Music Awards | Best Lyrics                       | Genomineerd |
| 2019 | iHeartRadio Music Awards | Best Music Video                  | Genomineerd |

## Hitnoteringen

### NPO Radio 2 Top 2000
| Nummer met noteringen in de NPO Radio 2 Top 2000 | '19 | '20 | '21 | '22 | '23 | '24 |
| ------------------------------------------------ | --- | --- | --- | --- | --- | --- |
| Bad Guy                                          | 559 | 221 | 362 | 425 | 504 | 458 |

1. ↑  Een vetgedrukt getal geeft de hoogste notering aan.
2. ↑  2019 was het eerste jaar met een notering voor dit nummer.